# NGC 1395
NGC 1395 (другие обозначения — ESO 482-19, MCG -4-9-39, AM 0336-231, PGC 13419) — эллиптическая галактика (E2) в созвездии Эридан.
Этот объект входит в число перечисленных в оригинальной редакции «Нового общего каталога».
Галактика NGC 1395 входит в состав группы галактик NGC 1395. Помимо NGC 1395 в группу также входят ещё 32 галактики.
Галактика имеет «зонтиковидную» структуру с низкой поверхностной яркостью. В центральной её области преобладает старое звёздное население, но также там были найдены и молодые звёзды.